# Calaca

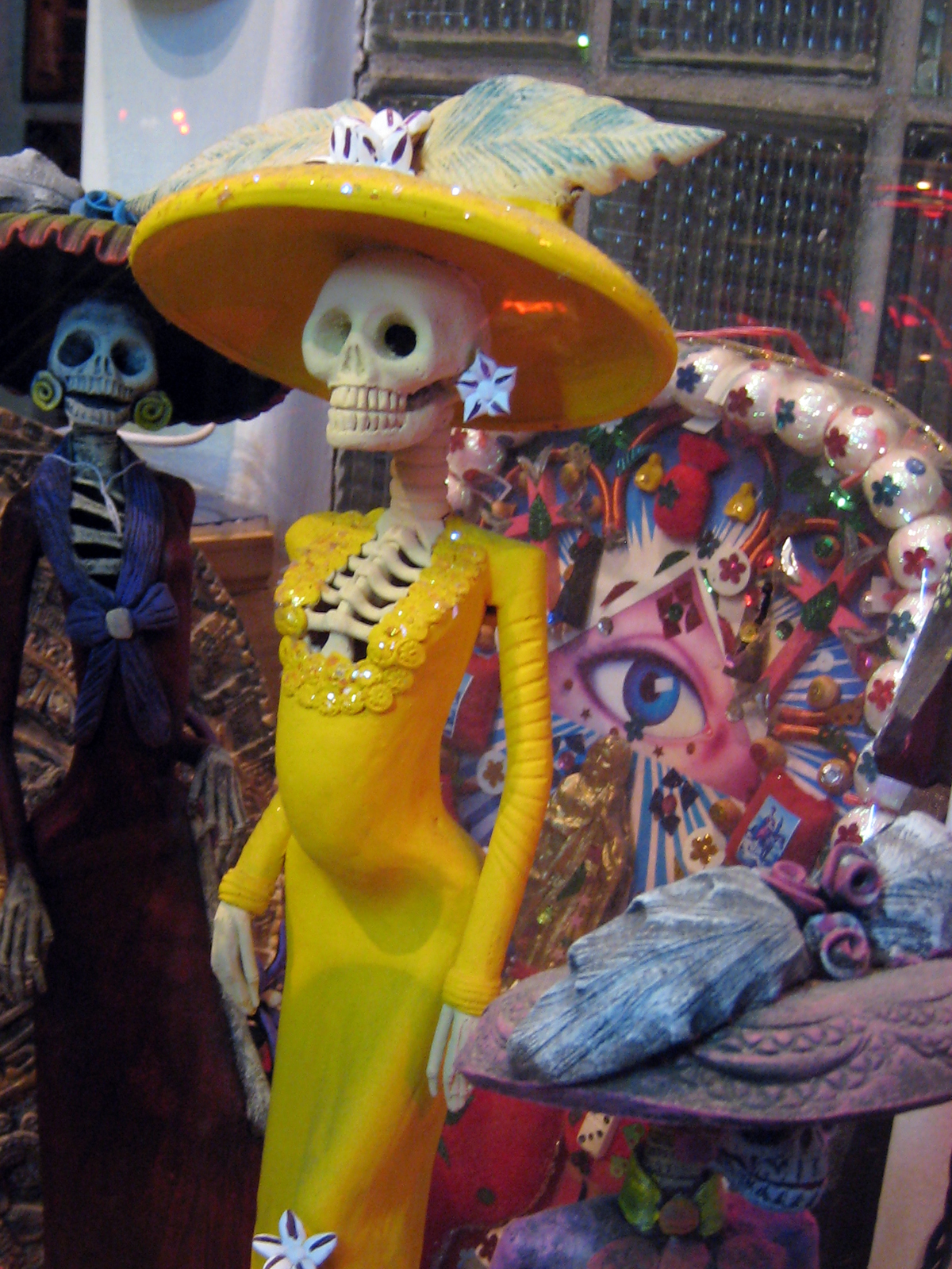
Um exemplo de uma calaca em Albuquerque.

A calaca (expressão coloquial em Espanhol mexicano para esqueleto), também conhecido como pelona, huesuda e patas de cabra, é uma figura de uma caveira ou esqueleto (geralmente humano), usado comumente para o festival do Dia dos Mortos, embora sejam feitas ao longo do ano.  Suas origens podem ser traçadas a partir de imagens do México, aonde geralmente elas são vistam com roupas e flores. Tal como acontece em outros aspectos do festival do Dia dos Mortos, os esqueletos são geralmente retratados como uma fonte de alegria, em vez de números de arrependimento. Eles são freqüentemente mostrados vestindo trajes festivos, dançando e tocando instrumentos musicais para indicar uma vida feliz no futuro. Este aspecto vem diretamente da crença mexicana que nenhuma alma morta gosta de ser lembrada como triste, e que a morte deveria ser um evento feliz. Este, por sua vez, tem raízes nos costumes mexicanos, um dos poucos que se prolongou após a conquista espanhola. 
Os esqueletos usados no festival incluem máscaras esculpidas de esqueleto, pequenas figuras de madeira entalhadas ou com doces ou esqueletos de cerâmica e em forma de caveira.  
Na Guatemala, "calaca" é sinônimo de morte. A figura de um esqueleto descoberto representa a morte e envolve medo dele. E, portanto, não é considerado uma imagem alegre. 
Imagens de calacas podem ser vistas em filmes como O Estranho Mundo de Jack, A Noiva-Cadáver, no jogo de Playstation 3, Pequeno Grande Planeta, além do jogo de computador Grim Fandango. Na franquia de bonecas Monster High, a personagem Skelita Calaveras é uma calaca. E na série de televisão brasileira, Pé na Cova, uma calaca é usada como simbolo.